# Грушки (Криворізький район)
Грушки́ — село в Україні, у Девладівській сільській громаді Криворізького району Дніпропетровської області.
Орган місцевого самоврядування — Девладівська сільська рада. Населення — 31 мешканець.

## Географія
Село Грушки знаходиться на відстані в 2 км від сіл Девладове, Спокій і Гончарове. Через село проходить автомобільна дорога Т 0419. Поруч проходить залізниця, станція Девладове за 3 км.

## Населення

### Мова
Розподіл населення за рідною мовою за даними перепису 2001 року:
| Мова       | Кількість | Відсоток |
| ---------- | --------- | -------- |
| українська | 26        | 83.87%   |
| білоруська | 3         | 9.68%    |
| російська  | 2         | 6.45%    |
| Усього     | 31        | 100%     |

1. ↑  Рідні мови в об'єднаних територіальних громадах України — Український центр суспільних даних